# Lucius Sergius Catilina
Lucius Sergius Catilina (108 př. n. l. – 62 př. n. l.) byl římský aristokrat a politik, švagr a protivník Ciceronův. Proslavil se jako spiklenec, ale zprávy o něm pocházejí většinou od jeho odpůrců, Cicerona a Sallustia, a nejsou tedy nestranné.

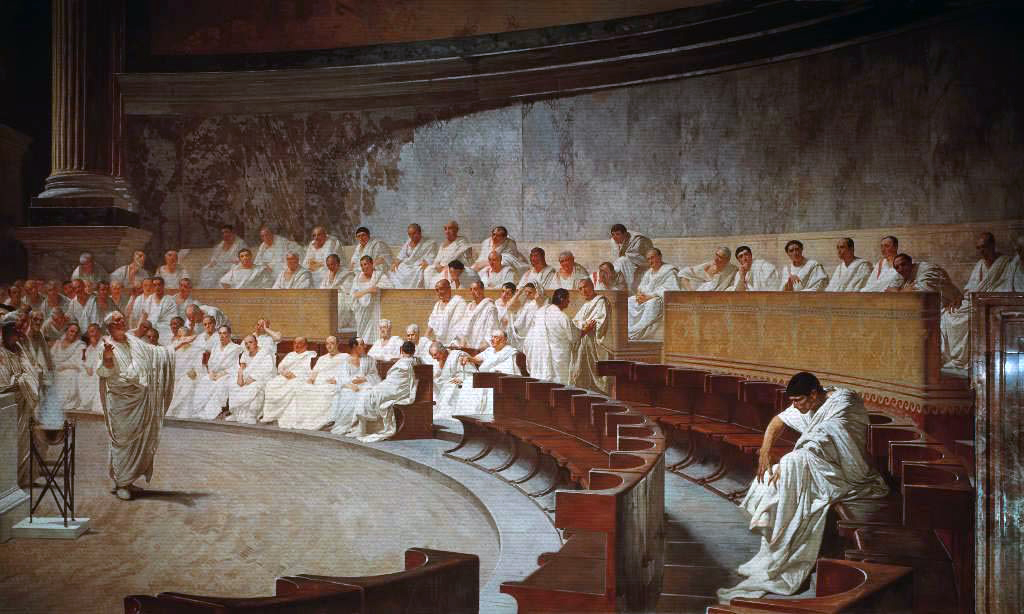
Cicero v senátu obžalovává Catilinu (obraz Cesara Maccariho)

## Život a působení
Catilina pocházel ze starého rodu (gens) Sergiů, poprvé se zmiňuje roku 89 př. n. l. jako poradce konzula G. P. Strabona, roku 82 byl zapleten do různých zločinů v zájmu Sullově a v roce 68 př. n. l. se stal přičiněním jeho stoupenců prétorem. Po správě provincie Afrika byl obžalován z vydírání, takže se v roce 66 př. n. l. nemohl ucházet o konzulát. Nadto se Catilina údajně snažil pomocí spiknutí zvolené konzuly zavraždit a tak se dostat k moci. Členy spiknutí měli být zejména zadlužení šlechtici, v podezření byli i Julius Caesar a Crassus. Při volbách v roce 64 př. n. l. podlehl Catilina svému švagrovi Ciceronovi a Gaiu Antoniovi, který sice zprvu stál na jeho straně, po volbě se však přiklonil k Ciceronovi. Catilina znovu kandidoval v roce 63 př. n. l. proti Ciceronovi, tentokrát však vystupoval s požadavkem prominutí dluhů (tabulae novae), tím zastupoval také zájmy chudých vrstev.

## Catilinovo spiknutí
Ve volbách však neuspěl a poté vsadil na přípravu nového spiknutí, které organizoval jak v Římě, tak na venkově. Konzul Cicero se od svých donašečů dozvěděl o plánech a vojenských přípravách spiklenců a svými dvěma řečmi v Senátu dosáhl toho, že Catilina odešel ke svému vojsku do Etrurie. Z té doby pochází známý výrok Quo usque tandem abutere, Catilina, patientia nostra?, čili Jak dlouho ještě budeš zneužívat, Catilino, naši trpělivost? (viz obraz). Když Cicero získal důkazy od vyslanců Allobrogů, dal ty spiklence, kteří zůstali v Římě, zatknout a po jednání v senátu popravit, třebaže se Caesar a někteří jiní vyslovovali pro jejich uvěznění. Sám Catilina počátkem roku 62 př. n. l. padl v čele svého vojska v blízkosti města Pistoje.